# 拉帕爾馬 (古巴)
22°44′50″N 83°33′9″W / 22.74722°N 83.55250°W

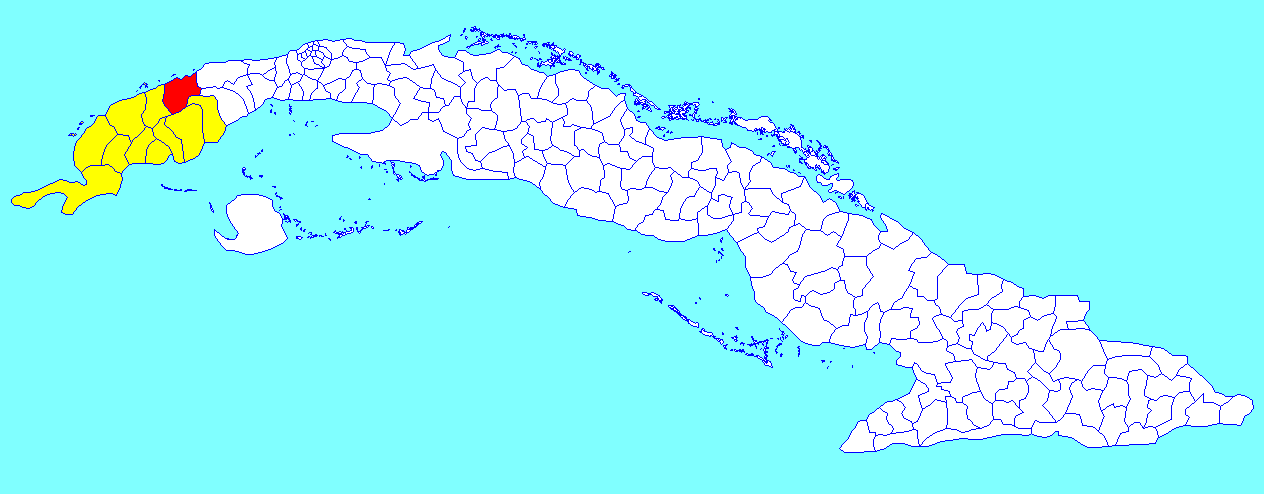

拉帕爾馬（西班牙語：La Palma），是古巴的城鎮，位於該國西部，由比那爾德里奧省負責管轄，面積621平方公里，海拔高度50米，2004年人口35,426，人口密度每平方公里57.05人。